# Dana Zátopková
Dana Zátopková, née Ingrová le 19 septembre 1922 (le même jour que son mari Emil Zátopek) à Fryštát  en Tchécoslovaquie et morte le 13 mars 2020 à Prague en Tchéquie, est une athlète tchécoslovaque qui pratiquait le lancer du javelot.
Elle a remporté l'or aux Jeux olympiques d'été de 1952 une heure à peine après la victoire de son mari sur 5 000 m et l'argent aux Jeux olympiques d'été de 1960. Double championne d'Europe, elle a également détenu le record du monde.

## Biographie

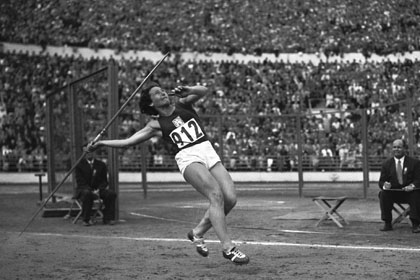
Dana Zátopková lors de l'épreuve de lancer du javelot des J.O. 1952.

Dana Zátopková a remporté la médaille d'or pour le javelot aux Jeux olympiques d'été de 1952 (seulement une heure après que son mari, Emil Zátopek, a remporté le 5000 m), et la médaille d'argent aux Jeux olympiques d'été de 1960. Elle a été championne d'Europe en 1954 et 1958. Elle a également établi un record du monde en 1958 (55,73 m) à l'âge de 35 ans, ce qui en fait la femme la plus âgée à battre un tel record dans une épreuve d'athlétisme en plein air.

### Famille
Dana Zátopková et son mari ont été les témoins de la cérémonie de mariage des médaillés d'or olympiques Olga Fikotová et Harold Connolly à Prague en 1957. Emil Zátopek est intervenu auprès du président tchécoslovaque Antonín Zápotocký pour qu'Olga obtienne une autorisation afin d'épouser H. Connolly. Bien qu'on ne sache pas dans quelle mesure cela les a aidés, ils ont reçu une autorisation quelques jours plus tard.

### Mort
Dana Zátopková décède le 13 mars 2020.

## Palmarès

### Jeux olympiques d'été
- 1948 à Londres ( Royaume-Uni)
  - 7e au lancer du javelot
- 1952 à Helsinki ( Finlande)
  -  Médaille d'or au lancer du javelot
- 1956 à Melbourne ( Australie)
  - 4e au lancer du javelot
- 1960 à Rome ( Italie)
  -  Médaille d'argent au lancer du javelot

### Championnats d'Europe d'athlétisme
- 1950 à Bruxelles ( Belgique)
  - 5e au lancer du javelot
- 1954 à Berne ( Suisse)
  -  Médaille d'or au lancer du javelot
- 1958 à Stockholm ( Suède)
  -  Médaille d'or au lancer du javelot

## Record du monde
- 55,73 m le 1er juin 1958 à Prague (amélioration du record de Nadezhda Konyayeva de 25 cm, sera battu de 1,67 m par Anna Pazera)[2]